# 图勒蒙德
图勒蒙德（法語：Toutlemonde，法語發音：[tuləmɔ̃d] ⓘ）是法国曼恩-卢瓦尔省的一个市镇，属于绍莱区。

## 历史
图勒蒙德建于1864年。

## 地理
图勒蒙德（47°3'18"N, 0°46'1"W）面积12.63 平方千米，位于法国卢瓦尔河地区大区曼恩-卢瓦尔省，该省份为法国西部内陆省份，大致对应安茹地区，北起顺时针与马耶讷省、萨尔特省、安德尔-卢瓦尔省、维埃纳省、德塞夫勒省、旺代省、大西洋卢瓦尔省和伊勒-维莱讷省接壤。
与图勒蒙德接壤的市镇（或旧市镇、城区）包括：尚特卢莱布瓦、莫莱夫里耶、莫日地区马济耶尔、尼阿耶、伊泽尔奈。

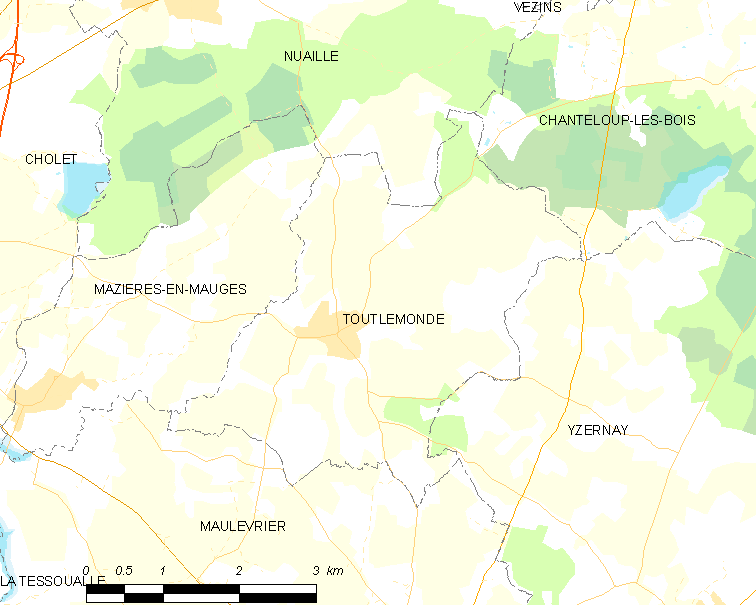
图勒蒙德的OSM定位图

图勒蒙德的时区为UTC+01:00、UTC+02:00（夏令时）。

## 行政
图勒蒙德的邮政编码为49360，INSEE市镇编码为49352。

## 政治
图勒蒙德所属的省级选区为绍莱第二县。

## 人口

1962-2008年间图勒蒙德人口变化图示

图勒蒙德于2022年1月1日时的人口数量为1316人。